# Вере (Нідерланди)
Вере (нід. Veere) — місто і громада у Нідерландах, у провінції Зеландія.

## Географія
Територія громади займає 206,55 км², з яких 132,56 км² — суша і 73,99 км² — водна поверхня. Станом на лютий 2020 року у громаді мешкає 21 907 особи.

## Історія
У Середньовіччі Вере був процвітаючим торговим портом, який вів інтенсивну торгівлю вовною і полотном з Англією та Шотландією. У 1444 році феодальний сеньйор Вере, Вольферт VI ван Борселен одружився з Марією, дочкою короля Шотландії Якова I Стюарта. У 1561 році в гавані був створений квартал так званих «шотландських будинків» — побудовані в стилі Ренесансу будівлі колонії купців з Шотландії, що збереглися до наших днів. У 1572 році жителі Вере взяли участь у повстанні населення Нідерландів проти іспанської влади герцога де Альба; в подальшому Вере був активним прихильником Нідерландської революції; очолили її принци Оранські використовували порт Вере як свою військово-морську базу.
Під час наполеонівських воєн уведена французами континентальна блокада позбавила мешканців Вере можливості торгувати з Англією, зробивши їх порт переважно рибальським. У 1809 році англійська ескадра підійшла до міста і обстріляла його, зруйнувавши місцевий собор. У 1811 році французи конфіскували будівлю собору і переробили його в військовий госпіталь.

## Відомі жителі
- Адріан Валеріус — поет, співавтор гімна Нідерландів та релігійного гімну We Gather Together, який виконується у США на День подяки.